# 陸詡
陸 詡（りく く、生没年不詳）は、中国南朝梁から百済に派遣された講礼博士。「講礼博士」とは『礼記』を教授する博士である。

## 人物
『三国史記』は、百済が中国南朝梁に毛詩博士の派遣を要請したことを伝えており、中国史書も講礼博士の陸詡を百済に派遣したことを伝えている。
538年、百済は泗沘に遷都し、中央集権国家の完成と中国南朝文化を直写した新都の造営を目指して梁へ朝貢する。百済聖王代の524年、534年、541年、549年に梁への朝貢を記録しているが、注目されるのは、541年の朝貢であり、『梁書』は「累りに使を遣して万物を献じ、並に涅槃などの経義、毛詩博士、並に工匠、画師などを請ふ。勅して並に之を給ふ」とあり、百済の梁への朝貢は、仏教、儒教をはじめとする南朝文化の総合的摂取を目指しており、百済は梁に講礼博士、五経博士の派遣をも要請していた。